# Брильмайер, Клотильда
Клотильда Брильмайер (англ. Clotilde Brielmaier, полное имя Clotilde «Lottie» Elizabeth Brielmaier; 4 марта 1867, Пикуа, Огайо — 29 марта 1915, Милуоки, Висконсин) — американская художница немецкого происхождения.

## Биография
Родилась 4 марта 1867 года в Пикуа, штат Огайо, в многодетной семье Эрхарда и Терезии Брильмайер, которые прибыли в Америку из Германии.
Брильмайер стала религиозной художницей, специализирующейся на портретах и церковных росписях. Так как её отец был архитектором, то Клотильда часто участвовала с членами своей семьи в различных проектах.
Почти двадцать лет Клотильда Брильмайер провела в Европе, обучаясь в художественных центрах континента, включая Мюнхен и Рим. В Милуоки она имела собственную студию, одну из первых в США среди женщин-художниц.
Церковные работы Клотильды Брильмайер выполнены в таких штатах Америки: Висконсин, Индиана, Иллинойс, Айова.
Умерла 29 марта 1915 года в Милуоки, штат Висконсин. Была похоронена на городском кладбище Calvary Cemetery and Mausoleum.
Младший брат Клотильды — Лео Энтони Брильмайер (1885—1969), основал в 1964 году в Университете кардинала Стритча Фонд стипендий Клотильды Бриельмайер.